# Emilio Naudin
Emilio Naudin (Parma, 23 ottobre 1823 – Bologna, 5 maggio 1890) è stato un tenore italiano.

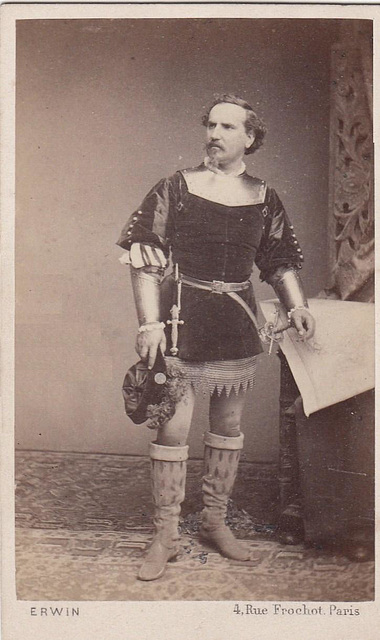
Emilio Naudin nel ruolo di Vasco da Gama ne L'Africaine, 1865

Creò il ruolo di Vasco da Gama nell'opera  L'Africaine di Giacomo Meyerbeer.

## Biografia
Studiò canto a Milano con Giacomo Panizza. Dopo aver completato gli studi, iniziò la sua carriera di tenore, riscuotendo particolare successo nelle opere di Verdi, cantandole in teatri di spicco in Italia, Spagna e Inghilterra. Cantò alla Royal Opera House di Londra per dieci stagioni consecutive tra il 1863 e il 1872. A Parigi, cantò all'Opéra national de Paris dal 1862 al 1867 in opere di Verdi, Donizetti, Mozart e altri compositori. Giacomo Meyerbeer, morì prima della première della sua ultima opera L'Africaine ma lasciò istruzioni, nel suo testamento, che il ruolo principale dell'opera, quello di Vasco da Gama, dovesse essere affidato a Naudin. Il tenore accettò di cantare il ruolo, in francese, chiedendo un compenso enorme. Dopo il suo grande successo in quella parte, cantò con l'Opera di Parigi per altri due anni, quindi si trasferì nel repertorio wagneriano, cantando Lohengrin (in italiano) in Inghilterra e Tannhauser a Mosca. Naudin venne elogiato per la sua voce chiara e di facile ascolto e per la sua eleganza sul palco, sebbene la sua arte scenica apparentemente fosse limitata. Abbandonò la sua carriera a causa di una malattia che gli causò una paralisi progressiva, portandolo alla morte.